# Плајсвајлер-Оберхофен
Плајсвајлер-Оберхофен (њем. Pleisweiler-Oberhofen) општина је у њемачкој савезној држави Рајна-Палатинат. Једно је од 74 општинска средишта округа Зидлихе Вајнштрасе. Према процјени из 2010. у општини је живјело 812 становника. Посједује регионалну шифру (AGS) 7337062.

## Географски и демографски подаци
Плајсвајлер-Оберхофен се налази у савезној држави Рајна-Палатинат у округу Зидлихе Вајнштрасе. Општина се налази на надморској висини од 190 метара. Површина општине износи 5,0 km². У самом мјесту је, према процјени из 2010. године, живјело 812 становника. Просјечна густина становништва износи 161 становника/km².